# Bruno Arcari (Boxer)
Bruno Arcari (* 1. Januar 1942 in Atina) ist ein ehemaliger italienischer Boxer. Er war Italienischer Meister, EBU-Europameister und WBC-Weltmeister im Halbweltergewicht. Als Amateur war er unter anderem Teilnehmer im Leichtgewicht bei den Olympischen Sommerspielen 1964 in Tokio.

## Amateurkarriere
Arcari wurde 1962 und 1963 Italienischer Meister im Halbweltergewicht und gewann in dieser Gewichtsklasse auch Bronze bei der Europameisterschaft 1963 in Moskau, sowie jeweils Gold bei der Militär-Weltmeisterschaft 1963 (CISM) in Frankfurt am Main und den Mittelmeerspielen 1963 in Neapel.
Nach dem Gewinn des vorolympischen Turniers 1963 in Tokio, startete er bei den Olympischen Sommerspielen 1964 in Tokio, wo er in der Vorrunde des Leichtgewichts gegen Alex Oundu ausschied.

## Profikarriere
Seine Profikarriere dauerte von Dezember 1964 bis Juli 1978. Er bestritt in diesem Zeitraum 73 Kämpfe, von denen er nur 2 verlor; sein Profidebüt gegen Franco Colella und seinen zwölften Kampf im August 1966 gegen Massimo Consolati. Sein einziges Unentschieden erreichte er im April 1976 gegen Rocky Mattioli.
Im März 1966 siegte er gegen den ehemaligen Weltmeister Joe Brown und im Dezember 1966 in einem Rückkampf gegen Massimo Consolati, wodurch er Italienischer Meister im Halbweltergewicht wurde. Den Titel verteidigte er dreimal, ehe er am 7. Mai 1968 in Wien Hans Orsolics durch TKO in der zwölften Runde besiegen und dadurch EBU-Europameister im Halbweltergewicht werden konnte. Im Anschluss gewann er 13 weitere Kämpfe, darunter vorzeitige EBU-Titelverteidigungen gegen Des Rea, Willy Quatuor, Juan Albornoz und José Torcida.
Am 31. Januar 1970 gewann er in Rom den WBC-Weltmeistertitel im Halbweltergewicht durch einen Punktsieg über 15 Runden gegen Pedro Adigue, der den Titel seit Dezember 1968 getragen hatte. Den Titel verteidigte er neunmal;
- 10. Juli 1970 in Lignano Sabbiadoro durch Disqualifikation aufgrund Kopfstoß in der sechsten Runde gegen den Franzosen René Roque
- 30. Oktober 1970 in Genua durch KO in der dritten Runde gegen den Brasilianer Raimundo Dias
- 6. März 1971 in Rom einstimmig nach Punkten gegen den Brasilianer João da Silva
- 26. Juni 1971 in Palermo durch TKO in der neunten Runde gegen den Argentinier Enrique Jaña
- 9. Oktober 1971 in Genua durch KO in der zehnten Runde gegen den Spanier Domingo Barrera
- 10. Juni 1972 in Genua durch KO in der zwölften Runde in einem Rückkampf gegen João da Silva
- 2. Dezember 1972 in Turin einstimmig nach Punkten gegen den Brasilianer Everaldo Azevedo
- 1. November 1973 in Kopenhagen durch KO in der fünften Runde gegen den Dänen Jørgen Hansen
- 16. Februar 1974 in Turin durch Disqualifikation aufgrund Kopfstoß in der achten Runde gegen den Spanier Antonio Ortiz

Nach dem Kampf gegen Ortiz legte Arcari seinen Titel nieder, um in das nächsthöhere Weltergewicht aufzusteigen. Dort blieb er noch in elf Kämpfen ungeschlagen, ehe er seine Karriere nach seinem Kampf gegen Jesse Lara im Juli 1978 beendete.